# One Piece: Pirates' Carnival
One Piece: Pirates' Carnival (ワンピース パイレーツカーニバル?, Wan Pīsu: Pairētsu Kānibaru) è un videogioco party pubblicato da Namco Bandai e sviluppato da H.a.n.d. per PlayStation 2 e Nintendo GameCube, basato sul manga e anime One Piece.

## Modalità di gioco
Il videogioco presenta più di 30 diversi mini-giochi. In questi mini-giochi sono presenti 5 differenti scenari: Mare Orientale, dalla Clam Belt ad Alabasta, Skypiea, Water 7 e Longring Longland. I mini-giochi sono, inoltre, divisi in tre categorie: Mini-Giochi, Giochi dei Cappello di Paglia e Giochi dei Capitani.
I mini-giochi sono i seguenti:

### Mini-giochi
- Ship Battle Royale
- Pirates' Concentration
- Going Merry Shooting Gallery
- The Great Smoke Escape
- Snowcap Battle Hiking
- Yuba Sand Digout
- Kung Fu Dugong Punch Out
- Supersonic Ledge Race
- Sunken Treasure Salvage
- Balloon Dive Chicken Race
- Battle of the Long Stilts
- Where Is Pandaman?

### Giochi dei Cappello di Paglia
- Gum Gum Carnival
- Thundering Swordplay
- Roguetown Treasure Chase
- Defend Usopp Factory!
- Cooking Fighter
- Wave the Pirate Flag!
- The Ancient Ruin Mystery

### Giochi dei Capitani
- Chop-Chop Festival
- The Cat Out of the Bag
- Beware the MH5!
- Arlong Darts Park
- Little Garden Bomb Battle
- Wapol's Munch-Munch Factory
- Clone-Clone Panel Shootout
- Mr. 4's Batter Up!
- Crocodile's Sand Trap
- Chomp It Up! Pie Eatout
- Spring Hopper Daredevil
- Wiper Strikes!
- Illusion Forest, Ordeal of Orbs
- Light the Shandorian Fire!
- The Suitcase Scramble
- Chop-Chop Harpoon Mayhem!
- Pandaman's Panic Maze
- Twirling Whips of Flame
- Lucci's game

## Accoglienza
Al momento dell'uscita, i quattro recensori della rivista Famitsū hanno dato un punteggio di 25/40 ad entrambe le versioni.